# Verona Walk
Verona Walk est une census-designated place située dans le comté de Collier, dans l’État de Floride, aux États-Unis.

## Démographie
| 2010  | - | - | - | - | - |
| ----- | - | - | - | - | - |
| 1 782 | - | - | - | - | - |

Lors du recensement de 2010, elle comptait 1 782 habitants.